# ODF1
ODF1 (англ. Outer dense fiber of sperm tails 1) — білок, який кодується однойменним геном, розташованим у людей на короткому плечі 8-ї хромосоми. Довжина поліпептидного ланцюга білка становить 250 амінокислот, а молекулярна маса — 28 366.
| 10         |  | 20         |  | 30         |  | 40         |  | 50         |
| ---------- |  | ---------- |  | ---------- |  | ---------- |  | ---------- |
| MAALSCLLDS |  | VRRDIKKVDR |  | ELRQLRCIDE |  | FSTRCLCDLY |  | MHPYCCCDLH |
| PYPYCLCYSK |  | RSRSCGLCDL |  | YPCCLCDYKL |  | YCLRPSLRSL |  | ERKAIRAIED |
| EKRELAKLRR |  | TTNRILASSC |  | CSSNILGSVN |  | VCGFEPDQVK |  | VRVKDGKVCV |
| SAERENRYDC |  | LGSKKYSYMN |  | ICKEFSLPPC |  | VDEKDVTYSY |  | GLGSCVKIES |
| PCYPCTSPCS |  | PCSPCSPCNP |  | CSPCNPCSPY |  | DPCNPCYPCG |  | SRFSCRKMIL |
|            |  |            |  |            |  |            |  |            |

A: Аланін

C: Цистеїн

D: Аспарагінова кислота

E: Глутамінова кислота

F: Фенілаланін

G: Гліцин

H: Гістидин

I: Ізолейцин

K: Лізин

L: Лейцин

M: Метіонін

N: Аспарагін

P: Пролін

Q: Глутамін

R: Аргінін

S: Серин

T: Треонін

V: Валін

Кодований геном білок за функціями належить до білків розвитку, фосфопротеїнів. 
Задіяний у таких біологічних процесах, як диференціація клітин, сперматогенез.